# Heinz Hoenig
Heinz Hönig-Honigbaum (ur. 24 września 1951 w Landsberg am Lech) – niemiecki aktor teatralny, filmowy i telewizyjny.

## Życiorys
Urodził się w Landsberg am Lech w Górnej Bawarii. Po występach w Theater of All Possiblites, udał się do Stanów Zjednoczonych z pisarzem i poetą Johnem Allenem, aby nauczyć się sztuki aktorskiej. W latach 1972–74 przebywał w Santa Fe.
W połowie lat 70. powrócił do Niemiec i grał w Grips-Theater w Berlinie. Po gościnnym udziale w kilku serialach telewizyjnych, zagrał postać radiooperatora Hinricha w filmie Wolfganga Petersena Okręt (Das Boot, 1981). Grał też na scenie teatralnej.
W 2003 roku wydano autobiografię Heinza Hoeniga, zatytułowaną Meine Freiheit nehm ich mir.
W 1988 roku ożenił się z Simone Hoenig, z którą miał dwoje dzieci: córkę Paulę i syna Lukasa. Jego żona zmarła 25 marca 2012 roku w wieku 52 lat.

## Wybrana filmografia
- 1975: Unter dem Pflaster ist der Strand
- 1977: Heinrich jako Ernst von Pfuel
- 1978: Nóż w głowie (Messer im Kopf) jako Volker
- 1980: Tatort: Der Zeuge jako Klaus Bender
- 1981: Okręt jako Hinrich, radiooperator
- 1981: Operation Leo jako Christian
- 1982: Mamma jako Toni
- 1982: Es muß nicht immer Mord sein
- 1988: Rozprawa w Berlinie jako Helmut Thiele
- 1990: Tatort: Rendezvous jako Jörg Palz
- 1991: Tatort: Blutwurstwalzer jako Horst Bannasch
- 2002: Tatort: Reise ins Nichts jako Willi Kastenholz
- 2004: 7 krasnoludków – historia prawdziwa jako Prezes
- 2006: 7 krasnoludków: Las to za mało – historia jeszcze prawdziwsza jako Prezes, obecny Król
- 2007: Skok jako Morduch Halsman
- 2012: Ostatni gliniarz (Der Letzte Bulle) jako Kurt Heinziger
- 2013: Bank Lady jako Kaminsky
- 2016: Grające drzewko (Das singende, klingende Bäumchen, TV) jako Król
- 2017: Kobra – oddział specjalny jako Hans Gruber

## Nagrody
- 1996: Bayerischer Fernsehpreis
- 1997: Adolf-Grimme-Preis
- 1998: Goldene Kamera
- 1998: Bambi